# دانيال فاييخوس
دانيال فاييخوس (بالإسبانية: Daniel Vallejos)‏ (مواليد 27 مايو 1981) هو لاعب كرة قدم. يلعب مع منتخب كوستاريكا لكرة القدم. سبق له أن لعب في كأس العالم لكرة القدم مع منتخب بلاده.

## روابط خارجية
- دانيال فاييخوس على موقع الاتحاد الدولي (مؤرشف)  (الإنجليزية)
- دانيال فاييخوس على موقع قاعدة بيانات كرة القدم.إي يو (الإنجليزية)
- دانيال فاييخوس على موقع ناشيونال فوتبول تيمز (الإنجليزية)
- دانيال فاييخوس على موقع Soccerway.com (الإنجليزية)
- دانيال فاييخوس على موقع أوليمبيديا (الإنجليزية)